# Fédération Aéronautique Internationale
Fédération Aéronautique Internationale (FAI) er en international ikke-statslig organisation, der regulerer sportsflyvning, herunder svæve-- og ballonflyvning og flyvning med UAV'er. Organisationen blev grundlagt den 14. oktober 1905 og har hovedkontor i Lausanne i Schweiz.
FAI administrerer rekorder for sportsflyvning m.v. og også rekorder for menneskelig rumflyvning.
FAI har defineret,[kilde mangler] at rummet begynder ved Kármán-linjen 100 km over Jordens overflade. Personer, der har været højere oppe, kan kalde sig for astronauter. Den bygger på Theodore von Kármáns analyse af de aerodynamiske forhold, hvor der i omkring 100 km højde ikke længere er mulighed for aerodynamisk kontrol af et luffartøj og omvendt at luftmodstanden er blevet så lav, at der er mulighed for i det mindste et mindre antal kredsløb om Jorden uden en fremaddrivende motor.
I Danmark er FAI repræsenteret ved Kongelig Dansk Aeroklub (KDA).